# Warsaw (Kentucky)
Pour les articles homonymes, voir Warsaw.
La ville américaine de Warsaw est le siège du comté de Gallatin, dans l'État du Kentucky, aux États-Unis. Elle comptait 1 811 habitants lors du recensement de 2000.

## Source
- (en) Cet article est partiellement ou en totalité issu de l’article de Wikipédia en anglais intitulé « Warsaw, Kentucky » (voir la liste des auteurs).